# Plesiothele fentoni
Plesiothele fentoni is een spinnensoort uit de familie Hexathelidae. De soort komt voor in Tasmanië.